# Guarea polymera
Guarea polymera är en tvåhjärtbladig växtart som beskrevs av Elbert Luther Little. Guarea polymera ingår i släktet Guarea och familjen Meliaceae. Inga underarter finns listade i Catalogue of Life.